# 제주특별자치도한라도서관
제주특별자치도 한라도서관은 대한민국 제주특별자치도의 지역대표도서관이다.

## 연혁
대한민국의 도서관법이 2006년에 전면 개정되면서 전국의 특별시·광역시·도·특별자치도로 하여금 지역대표도서관을 설립할 것을 규정하였다. 이에 따라 이들 자치단체 중 하나인 제주특별자치도에서는 2008년 3월 5일 "제주특별자치도 도서관 진흥 및 대표도서관 설립 등에 관한 조례"를 제정하여 2008년 11월 13일 전국 최초의 지역대표도서관인 제주특별자치도 한라도서관을 개관하였다.

## 역할
일반적인 도서, 기록류의 수집과 정보 보존은 물론 조례에 의거해 제주특별자치도 및 제주특별자치도교육청과 그 소속 행정기관 등 공공기관에서 발행하거나 제작한 자료를 받아 보존하고 있다. 또한, 제주특별자치도의 도서관 정책을 평가하고, 도서관 협력 네트워크 시스템을 운영하며, 도내 공공도서관 관리 운영 및 지도 감독하는 등 지역의 도서관 시책을 수립하고 이와 관련된 서비스를 체계적으로 지원하고자 노력하고 있다.

## 현황

### 소장 자료
2010년 12월 현재 장서는 일반자료 40,756책, 제주문헌 11,386책, 어린이자료 30,023책, 외국자료 12,154책을 보유하여 총 94,319책을 소장하고 있다. 멀티미디어 자료는 DVD 3,474점, 전자도서 356점, 오디오북 482점으로 총 4,312점을 소장하고 있다.

### 시설
도서관 시설은 지하 1층, 지상 3층 규모로 제주특별자치도 제주시 오남로 221(오라이동)에 위치하고 있다. 도서관을 마치 독서실처럼 이용하는 기형적인 도서관 이용 문화를 근절하고자 별도의 독립적인 열람실을 설치하지 않았다. 구체적인 자료실 및 편의시설 배치는 다음과 같다.
- 지하 1층: 일반자료실, 제주문헌실, 강의실, 시청각실
- 1층: 멀티미디어자료실, 어린이자료실, 식당
- 2층: 보존자료실,7 외국자료실, 카페, 제주문헌연구실, 역사관
- 3층: 납본자료실, 제본실

## 이용

### 이용 시간
- 일반자료실, 제주문헌실: 주중 08:00 ~ 22:00, 주말 09:00 ~ 20:00
- 멀티미디어자료실, 어린이자료실, 외국자료실: 09:00 ~ 18:00
- 휴관일: 매주 수요일, 1월 1일, 설·추석 연휴, 12월 31일, 도서관에서 자료의 정리·보수 공사·장서 점검 및 기타의 사유로 휴관이 필요하다고 인정하는 날

### 회원 자격
- 제주특별자치도에 주민등록이 되어 있는 도민
- 제주특별자치도 소재 직장인 및 학생
- 제주특별자치도 거주 외국인

### 자료 대출 규정
- 대출자격: 회원증을 소지한 본인에 한해 도서 대출
- 대출권수: 1인 5책
- 대출기한: 7일(1회에 한해 연장 신청일을 기준으로 7일을 연장할 수 있음)
- 대출자료 연체시 자료 반납일로부터 연체기간까지 대출 정지(연체료 납부 등의 방법으로 대출 정지 해제 불가)